# 대리 (점성술)
점성술에서 대리(代理, reception)는 한 행성이 두 번째 행성이 거주지나 고양 또는 삼궁의 주인지위를 가지는 즉 점성학적 위계를 가지는 별자리에 위치해 있는 상태이다.
그러한 경우, 전자의 행성은 후자의 행성에 의해 "대리" 또는 "환대"된다고 하며 그러한 관계는 고대와 중세의 점성가들에게 주인과 손님의 관계와 유사한 방식으로 기능한다고 여겨졌다. 위계를 가지는 행성이 강하다면, 그것은 그것의 권한 내에서 전자의 행성을 지지하고 후원한다.
때때로 그러한 관계는 서로가 각각의 다른 별자리에 대한 위계를 가지는 대리 관계로 나타난다. 그러한 상황은 상호 대리 또는 "상호 환대"라고 불리며, 두 행성에게 모두 매우 유익하다.

## 같이 보기
- Masha'allah, On Reception, trans. Rob Hand, ARHAT (Archive for the Retrieval of Historical Astrological Texts) Publications, 1998.
- William Lilly's use of Reception in Horary, by Deborah Houlding; Skyscript, 2005. →윌리엄 릴리의 호라리 점성술에서의 대리의 사용, 데보라 홀딩 저.[깨진 링크(과거 내용 찾기)]
- A brief comparison of the use of reception by historical authors, by Deborah Houlding; Skyscript, 2005. →역사상의 저자들에 의한 대리의 사용을에 대한 간략한 비교